# Daniel Sanlaville
Daniel Sanlaville (Nîmes, 1º settembre 1947) è un ex calciatore francese, di ruolo difensore.

## Carriera
Conta 218 presenze nella massima divisione francese, di cui 190 complessive nel Nîmes fra il 1970 e il 1978.
Fra il 1971 e il 1972 giocò nel Saint-Étienne, in cui ottenne anche la sua unica presenza in Coppa UEFA, sostituendo Alain Merchadier nel quarto d'ora conclusivo dell'incontro con il Colonia, valevole per il ritorno dei trentaduesimi.